# 수영 개인혼영 100m 세계 기록 추이
다음은 수영 개인 혼영 100m 세계 기록 추이이다. 이 종목은 쇼트 코스(25m) 경기장에서 치러진다.

## 남자
| #   | 시간         | 차이     | 선수              | 나라              | 날짜         | 대회명                                 | 개최지            | 경기장             | 주석 및 기타 | 동영상 |
| 1   | 53초 78      |          | 야니 시에비넨     | 핀란드            | 1992. 11. 21 | 유러피언 SC 선수권 대회                | 핀란드 에스포     |                    | [ 1 ]        |        |
| 1 = | 53초 78      |          | 야니 시에비넨     | 핀란드            | 1996. 01. 24 | 월드컵                                 | 영국 셰필드       |                    | [ 2 ]        |        |
| 2   | 53초 10      |          | 야니 시에비넨     | 핀란드            | 1996. 01. 30 | 월드컵                                 | 스웨덴 Malmö      |                    | [ 1 ]        |        |
| 3   | 52초 79      |          | 닐 워커           | 미국              | 2000. 03. 18 | 세계 SC 선수권 대회                    | 그리스 아테네     |                    | [ 3 ]        |        |
| 4   | 52초 63 (sf) |          | 페테르 만콕       | 슬로베니아        | 2001. 12. 15 | 제5회 유럽 쇼트 코스 수영 선수권 대회  | 벨기에 안트베르펜 |                    | [ 4 ]        |        |
| 5   | 52초 58      |          | 토마스 루프라트   | 독일              | 2003. 1. 25  | 월드컵                                 | 독일 베를린       |                    | [ 5 ]        |        |
| 6   | 52초 51      |          | 롤란트 쇠만       | 남아프리카 공화국 | 2005. 01. 18 | 월드컵                                 | 스웨덴 스톡홀름   |                    | [ 6 ]        |        |
| 7   | 52초 11      |          | 라이크 네틀링     | 남아프리카 공화국 | 2005. 01. 22 | 월드컵                                 | 독일 베를린       |                    | [ 7 ]        |        |
| 8   | 52초 01      |          | 라이크 네틀링     | 남아프리카 공화국 | 2005. 01. 26 | 월드컵                                 | 러시아 모스크바   |                    |              |        |
| 9   | 51초 52      |          | 라이크 네틀링     | 남아프리카 공화국 | 2005. 02. 11 | 월드컵                                 | 미국 이스트메도   |                    | [ 8 ]        |        |
| 10  | 51초 25      | (sf)     | 라이언 록티       | 미국              | 2008. 04. 12 | 세계 SC 선수권 대회                    | 영국 맨체스터     | [ 9 ]              |              |        |
| 11  | 51초 15      |          | 라이언 록티       | 미국              | 2008. 4. 13  | 세계 SC 선수권 대회                    | 영국 맨체스터     | ref =              |              |        |
| 12  | 50초 95 (h)  |          | 세르게이 페시코프 | 러시아            | 2009. 11. 14 | 월드컵                                 | 독일 베를린       |                    | [ 11 ]       |        |
| 13  | 50초 76      |          | 페테르 만콕       | 슬로베니아        | 2009.12. 12  | 유러피언 SC 선수권 대회                | 튀르키예 이스탄불 | [ 12 ]             |              |        |
| 14  | 50초 71      | - 0.05초 | 라이언 록티       | 미국              | 2012. 12. 15 | 제11회 세계 쇼트 코스 수영 선수권 대회 | 튀르키예 이스탄불 | 시난 에르뎀 체육관 | 준결선       |        |

## 여자
| #   | 시간            | 차이 | 선수            | 나라           | 날짜         | 대회명                        | 개최지                 | 경기장 | 주석 및 기타 | 동영상 |
| WBT | 1분 01초 03     |      | 루이스 칼슨     | 스웨덴         | 1992. 11. 22 | 유러피언 SC 선수권 대회       | 핀란드 에스포          |        |              |        |
|     | 1분 01초 03     |      | 루이스 칼슨     | 스웨덴         | 1997. 1. 26  | 월드컵                        | 스웨덴 말뫼            |        | ref =        |        |
| 1   | 1분 00초 60     |      | 후샤오원        | 중화인민공화국 | 1998. 2. 26  | 월드컵                        | 중화인민공화국 베이징  |        | [ 15 ]       |        |
| 2   | 1분 00초 43     |      | 마티나 모라코바 | 슬로바키아     | 1998. 12. 12 | 유러피언 SC 선수권 대회       | 영국 셰필드            |        | [ 16 ]       |        |
|     | 1분 00초 41     |      | 제니 톰슨       | 미국           | 1999. 1. 16  | 월드컵                        | 오스트레일리아 시드니  |        | [ 17 ]       |        |
| 4   | 1분 00초 35 (h) |      | 마티나 모라코바 | 슬로바키아     | 1999. 4. 2   | 세계 SC 선수권 대회           | 중화인민공화국 홍콩    |        | [ 18 ]       |        |
| 5   | 59초 30         | (h)  | 제니 톰슨       | 미국           | 1999. 04. 02 | 세계 SC 선수권 대회           | 중화인민공화국 홍콩    |        | [ 18 ]       |        |
| 6   | 58초 80         |      | 내털리 코글린   | 미국           | 2002. 11. 23 | 월드컵                        | 미국 이스트메도        | [ 19 ] |              |        |
| 7   | 58초 54         |      | 에밀리 시봄     | 오스트레일리아 | 2009. 8. 10  | 오스트레일리아 SC 선수권 대회 | 오스트레일리아 호바트  |        | [ 20 ]       |        |
| 8   | 58초 51         |      | 테레세 알샤마르 | 스웨덴         | 2009. 10. 17 | 2009 수영 월드컵              | 남아프리카 공화국 더반 |        | 예선         |        |
| 9   | 58초 40         | (b)  | 자오징          | 중화인민공화국 | 2009. 11. 11 | 2009 수영 월드컵              | 스웨덴 스톡홀름        |        | [ 22 ]       |        |
| 10  | 57초 74         | #    | 힌켈리엔 슈뢰더 | 네덜란드       | 2009. 11. 15 | 2009 수영 월드컵              | 독일 베를린            |        |              |        |

## 같이 보기
- 수영 개인혼영 100m 대한민국 기록 추이